# Guilherme Paraense
Guilherme Paraense (25. června 1884 Belém – 18. dubna 1968 Rio de Janeiro) byl brazilský sportovní střelec. Narukoval do armády a absolvoval vojenskou akademii v Realengu. Založil první brazilský střelecký klub, byl mistrem Brazílie a Jižní Ameriky ve střelbě z pistole, na Letních olympijských hrách 1920 v Antverpách vybojoval pro Brazílii historicky první zlatou medaili z olympiády, když vyhrál soutěž ve střelbě z rychlopalné pistole na 30 metrů, v níž porazil o dva body Američana Raymonda Brackena. Byl také třetí v soutěži družstev ve střelbě z libovolné pistole na 50 metrů a čtvrtý ve střelbě družstev z rychlopalné pistole na 30 metrů.
V roce 1930 se zapojil do vojenského převratu, který vynesl k moci Getúlia Vergase. Do výslužby odešel v roce 1952 v hodnosti podplukovníka. Zemřel ve věku 83 let na srdeční zástavu. V roce 1989 po něm byla pojmenována střelnice Vojenské akademie Agulhas Negras.